# Anton Albers der Ältere
Anton Albers der Ältere (* 11. Juli 1765 in Bremen; † 6. Dezember 1844 in Lausanne) war ein deutsch-schweizerischer Maler.

## Leben
Anton Albers war eines von zwölf Kindern des Bremer Eltermanns Johann Christoph Albers (1741–1800) und der Maria Catharina Retberg. Er war mit Johanna Sophia Thorbecke verheiratet.
Zunächst war er als Kaufmann im Weinhandel in Bremen tätig, bevor er diesen Beruf aufgab, um sich ganz der Malerei zu widmen. Er unternahm Reisen nach Weimar, Italien, Spanien, England und in die Niederlande, bevor er sich 1816 in Lausanne in der Schweiz niederließ. Unter dem Einfluss der Gemälde von Claude Lorrain malte Albers vor allem italienische und schweizerische Landschaftsbilder. 1843 wurde er zum Ehrenmitglied des Bremer Kunstvereins ernannt. Einzelne Werke befinden sich in den Magazinbeständen der Kunsthalle Bremen und des Focke-Museums.
Johann Christoph Albers ist einer seiner Söhne.